# Рукометна репрезентација Србије
Рукометна репрезентација Србије представља Србију у међународним такмичењима у рукомету. Налази се под контролом рукометног савеза Србије.
ИХФ и ЕХФ третирају репрезентацију Србије као наследницу репрезентација СФР Југославије (1943–1992, до 29. новембра 1945. као ДФ Југославија, 29. новембар 1945–1963. као ФНР Југославија), СР Југославије (1992–2003) и Србије и Црне Горе (2003–2006) те је Србија наследила све резултате и медаље од претходних република.
У периоду од 1980. до 1990. године, репрезентација је под именом Југославија остварила најбоље резултате. 1984. године освојено је друго злато на рукометном Олимпијском турниру, а 1986. године освојена је титула Светског првака.
Као домаћин Европског првенства 2012. године Србија је дошла до финала где је поражена од Данске. Полуфинални сусрет Србије и Хрватске на овом првенству оборио је рекорд по гледаности.
Играло се под разним именима:
- 1945—1963  ФНР Југославија
- 1963—1992  СФР Југославија
- 1992—2003  СР Југославија
- 2003—2006  Србија и Црна Гора
- 2006—данас  Србија

Југословенски олимпијски комитет је прогласио рукометну репрезентацију за најбољу мушку екипу 1999. године.

## Историја

### Почетак рукомета у Србији и СФР Југославији
Рукомет у Србији се појављује још између два светска рата најпре у облику хазене, спорта који је сличан рукомету, а представља једну од његових претеча. После хазене бива актуелан велики рукомет (игра се на фудбалском терену) који код нас престаје да се игра 1958. године. Ту долазимо до малог рукомета, односно данашњег модерног рукомета. Новембра, године 1948, креће да се игра прво првенство Београда у рукомету. Рукометни савез Југославије се формира 1949. године. Године 1953. почиње да се игра првенства Југославије у малом рукомету у мушкој и у женској конкуренцији. Године 1955. почиње и да се игра Куп такмичење у Југославији.
Историја Рукомета у Србији до сада није у довољној мери истраживана. Постоје подаци из званичних публикација, као и у другим публикацијама и радовима, чији су аутори претежно из западних делова бивше Југославије. Наилази се на податке који указују да се рукомет у Србији игра после завршетка Другог светског рата. Према тим подацима иницијатива за развој рукомета у Србији се преписује инструкторима одбора за рукомет фискултурног савеза Хрватске. У омладинским радним акцијама Шамац - Сарајево 1947.), они су одржавали течајеве за „изобразбу“ фискултурних инструктора, па и инструктора за рукометну игру. При свакој од 10 секција дуж огромног градилишта био је по један рукометни инструктор, а 1948. године формирана је рукометна чета у саставу спортске бригаде на Омладинској прузи Кучево - Бродица чији је руководилац био Војислав Војновић. Учешће у рукометној чети била је „легитимација“ да са повратком у својој средини могу радити на формирању рукометних секција при фискултурним и гимнастичким друштвима. Каније су ти инструктору по целој Србији оснивали разне рукометне клубове и секције и ширили развој ове игре уопште.
Заслуге за развој спорта у Србији, касније Југославији, у одређеној мери припадају и тадашњим студентима који су своје знање стицали у иностранству. Они су по доласку у домовину, са собом доносили и обележја тамошње културе, па отуда и спорта. Савремени спорт који је свој пут у Србију проналазио преко Словеније, Хрватске и Мађарске, даље се ширио преко школских организација, школског физичког васпитања и на друге начине.

### Златне 1980. Светско и олимпијско злато
Рукометна репрезентација СФР Југославије први пут пажњу. светске јавности, на себе скреће 1970. године, када је освојена и прва медаља на Светском првенству у Француској. У мечу за бронзану медаљу, СФР Југославија је декласирала Данску са 29:12, што је био и те како велики број голова за тај период (у финалу, након два продужетка, Румунија је победила Источну Немачку са 13:12). 
На наредном првенству 1974. године остварен је исти резултат (шампионат света се тада играо на сваке четири године), а између два Светска првенства одржане су Летње олимпијске игре 1972. године чији је домаћин био Минхен. На овим Олимпијским играма, после 36година у програм се враћа и рукомет као спорт. Југославија је на овом шампионату заблистала! Побеђени су у првој групној фази: Мађарска, Јапан и САД, а у другој, полуфиналној, групи поново Мађарска и два главна претендента за неку од медаља: Румунија и домаћин Западна Немачка. Посебно се издваја преубедљива победа над домаћином од 24:15 У самом финалу у игри гол за гол, савладана је Чехословачка резултатом 21:16, а везаним головима Бранислава Покрајца Југославија је направила разлику коју Чехословачка није успела да стигне. Освајачи те прве, златне, олимпијске медаље били су:
| Абас Арсланагић, Чедомир Бугарски, Петар Фајфрић, Хрвоје Хорват, Милорад Каралић, Ђорђе Лаврнић, Милан Лазаревић, Здравко Миљак, Слободан Мишковић, Бранислав Покрајац, Небојша Поповић, Мирослав Прибанић, Добривоје Селец, Албин Видовић, Зденко Зорко, Зоран Живковић.

## Резултати

### Олимпијске игре
| Година                     | Пласман                   | ИГ                        | П                         | Н                         | И                         | ГД                        | ГП                        | ГР                        |                           |
| -------------------------- | ------------------------- | ------------------------- | ------------------------- | ------------------------- | ------------------------- | ------------------------- | ------------------------- | ------------------------- | ------------------------- |
| 1972.                      | 1. место                  | 6                         | 6                         | 0                         | 0                         | 122                       | 89                        | +33                       |                           |
| 1976.                      | 5. место                  | 5                         | 4                         | 0                         | 1                         | 110                       | 93                        | +17                       |                           |
| 1980.                      | 6. место                  | 8                         | 5                         | 0                         | 3                         | 195                       | 159                       | +36                       |                           |
| 1984.                      | 1. место                  | 6                         | 5                         | 1                         | 0                         | 141                       | 93                        | +48                       |                           |
| 1988.                      | 3. место                  | 6                         | 4                         | 1                         | 1                         | 143                       | 132                       | +11                       |                           |
| СР Југославија (1992—2000) |                           |                           |                           |                           |                           |                           |                           |                           |                           |
| 1992.                      | Није јој дозвољено учешће | Није јој дозвољено учешће | Није јој дозвољено учешће | Није јој дозвољено учешће | Није јој дозвољено учешће | Није јој дозвољено учешће | Није јој дозвољено учешће | Није јој дозвољено учешће | Није јој дозвољено учешће |
| 1996.                      | Није се пласирала         | Није се пласирала         | Није се пласирала         | Није се пласирала         | Није се пласирала         | Није се пласирала         | Није се пласирала         | Није се пласирала         | Није се пласирала         |
| 2000.                      | Меч за 3. место           | 4. место                  | 8                         | 4                         | 0                         | 4                         | 204                       | 203                       | +1                        |
| Србија и Црна Гора (2004)  |                           |                           |                           |                           |                           |                           |                           |                           |                           |
| 2004.                      | Није се пласирала         | Није се пласирала         | Није се пласирала         | Није се пласирала         | Није се пласирала         | Није се пласирала         | Није се пласирала         | Није се пласирала         | Није се пласирала         |
| Србија (2008—данас)        |                           |                           |                           |                           |                           |                           |                           |                           |                           |
| 2008.                      | Није се пласирала         | Није се пласирала         | Није се пласирала         | Није се пласирала         | Није се пласирала         | Није се пласирала         | Није се пласирала         | Није се пласирала         | Није се пласирала         |
| 2012.                      | Групна фаза               | 9. место                  | 5                         | 1                         | 0                         | 4                         | 120                       | 131                       | -11                       |
| 2016.                      | Није се пласирала         | Није се пласирала         | Није се пласирала         | Није се пласирала         | Није се пласирала         | Није се пласирала         | Није се пласирала         | Није се пласирала         | Није се пласирала         |
| 2020.                      | Није се пласирала         | Није се пласирала         | Није се пласирала         | Није се пласирала         | Није се пласирала         | Није се пласирала         | Није се пласирала         | Није се пласирала         | Није се пласирала         |
| 2024.                      | Није се пласирала         | Није се пласирала         | Није се пласирала         | Није се пласирала         | Није се пласирала         | Није се пласирала         | Није се пласирала         | Није се пласирала         | Није се пласирала         |
| Укупно                     | 2/8                       |                           | 13                        | 5                         | 0                         | 8                         | 324                       | 334                       | -10                       |

### Светско првенство
| Година                     | Пласман                   | ИГ                        | П                         | Н                         | И                         | ГД                        | ГП                        | ГР                        |                           |
| -------------------------- | ------------------------- | ------------------------- | ------------------------- | ------------------------- | ------------------------- | ------------------------- | ------------------------- | ------------------------- | ------------------------- |
| 1954.                      | Није учествовала          | Није учествовала          | Није учествовала          | Није учествовала          | Није учествовала          | Није учествовала          | Није учествовала          | Није учествовала          |                           |
| 1958.                      | Није учествовала          | Није учествовала          | Није учествовала          | Није учествовала          | Није учествовала          | Није учествовала          | Није учествовала          | Није учествовала          |                           |
| 1961.                      | Није учествовала          | Није учествовала          | Није учествовала          | Није учествовала          | Није учествовала          | Није учествовала          | Није учествовала          | Није учествовала          |                           |
| 1964.                      | 6. место                  | 6                         | 2                         | 2                         | 2                         | 102                       | 96                        | +6                        |                           |
| 1967.                      | 7. место                  | 6                         | 4                         | 0                         | 2                         | 136                       | 110                       | +26                       |                           |
| 1970.                      | 3. место                  | 6                         | 3                         | 1                         | 2                         | 119                       | 80                        | +39                       |                           |
| 1974.                      | 3. место                  | 6                         | 3                         | 0                         | 3                         | 106                       | 105                       | +1                        |                           |
| 1978.                      | 5. место                  | 6                         | 4                         | 1                         | 1                         | 108                       | 96                        | +12                       |                           |
| 1982.                      | 2. место                  | 7                         | 4                         | 1                         | 2                         | 183                       | 155                       | +28                       |                           |
| 1986.                      | 1. место                  | 7                         | 7                         | 0                         | 0                         | 168                       | 145                       | +23                       |                           |
| 1990.                      | 4. место                  | 7                         | 4                         | 0                         | 3                         | 169                       | 156                       | +13                       |                           |
| СР Југославија (1993—2003) |                           |                           |                           |                           |                           |                           |                           |                           |                           |
| 1993.                      | Није јој дозвољено учешће | Није јој дозвољено учешће | Није јој дозвољено учешће | Није јој дозвољено учешће | Није јој дозвољено учешће | Није јој дозвољено учешће | Није јој дозвољено учешће | Није јој дозвољено учешће | Није јој дозвољено учешће |
| 1995.                      | Није јој дозвољено учешће | Није јој дозвољено учешће | Није јој дозвољено учешће | Није јој дозвољено учешће | Није јој дозвољено учешће | Није јој дозвољено учешће | Није јој дозвољено учешће | Није јој дозвољено учешће | Није јој дозвољено учешће |
| 1997.                      | Осмина финала             | 9. место                  | 6                         | 4                         | 0                         | 2                         | 162                       | 149                       | +13                       |
| 1999.                      | Меч за 3. место           | 3. место                  | 9                         | 6                         | 1                         | 2                         | 257                       | 211                       | +46                       |
| 2001.                      | Меч за 3. место           | 3. место                  | 9                         | 7                         | 0                         | 2                         | 252                       | 178                       | +74                       |
| 2003.                      | Меч за 7. место           | 8. место                  | 9                         | 6                         | 1                         | 2                         | 263                       | 228                       | +35                       |
| Србија и Црна Гора (2005)  |                           |                           |                           |                           |                           |                           |                           |                           |                           |
| 2005.                      | Меч за 5. место           | 5. место                  | 9                         | 5                         | 2                         | 2                         | 253                       | 221                       | +32                       |
| Србија (2007—данас)        |                           |                           |                           |                           |                           |                           |                           |                           |                           |
| 2007.                      | Није се пласирала         | Није се пласирала         | Није се пласирала         | Није се пласирала         | Није се пласирала         | Није се пласирала         | Није се пласирала         | Није се пласирала         | Није се пласирала         |
| 2009.                      | Меч за 7. место           | 8. место                  | 9                         | 4                         | 0                         | 5                         | 280                       | 281                       | -1                        |
| 2011.                      | Меч за 9. место           | 10. место                 | 9                         | 3                         | 1                         | 5                         | 246                       | 251                       | -5                        |
| 2013.                      | Осмина финала             | 10. место                 | 6                         | 3                         | 0                         | 3                         | 170                       | 159                       | +11                       |
| 2015.                      | Није се пласирала         | Није се пласирала         | Није се пласирала         | Није се пласирала         | Није се пласирала         | Није се пласирала         | Није се пласирала         | Није се пласирала         | Није се пласирала         |
| 2017.                      | Није се пласирала         | Није се пласирала         | Није се пласирала         | Није се пласирала         | Није се пласирала         | Није се пласирала         | Није се пласирала         | Није се пласирала         | Није се пласирала         |
| 2019.                      | Групна фаза               | 18. место                 | 6                         | 1                         | 1                         | 3                         | 127                       | 146                       | -19                       |
| 2021.                      | Није се пласирала         | Није се пласирала         | Није се пласирала         | Није се пласирала         | Није се пласирала         | Није се пласирала         | Није се пласирала         | Није се пласирала         | Није се пласирала         |
| 2023.                      | Групна фаза               | 11. место                 | 6                         | 4                         | 0                         | 2                         | 191                       | 168                       | +23                       |
| Укупно                     | 18/27                     | —                         | 128                       | 47                        | 7                         | 31                        | 3292                      | 2935                      | +357                      |

### Европско првенство
| Година                         | Турнир                    | Пласман                   | ИГ                        | П                         | Н                         | И                         | ГД                        | ГП                        | ГР                        |
| ------------------------------ | ------------------------- | ------------------------- | ------------------------- | ------------------------- | ------------------------- | ------------------------- | ------------------------- | ------------------------- | ------------------------- |
| СР Југославија (1994—2002)     |                           |                           |                           |                           |                           |                           |                           |                           |                           |
| 1994.                          | Није јој дозвољено учешће | Није јој дозвољено учешће | Није јој дозвољено учешће | Није јој дозвољено учешће | Није јој дозвољено учешће | Није јој дозвољено учешће | Није јој дозвољено учешће | Није јој дозвољено учешће | Није јој дозвољено учешће |
| 1996.                          | Меч за 3. место           | 3. место                  | 7                         | 5                         | 1                         | 1                         | 166                       | 162                       | +4                        |
| 1998.                          | Меч за 5. место           | 5. место                  | 6                         | 4                         | 0                         | 2                         | 159                       | 145                       | +14                       |
| 2000.                          | Није се пласирала         | Није се пласирала         | Није се пласирала         | Није се пласирала         | Није се пласирала         | Није се пласирала         | Није се пласирала         | Није се пласирала         | Није се пласирала         |
| 2002.                          | Друга групна фаза         | 10. место                 | 6                         | 2                         | 1                         | 3                         | 160                       | 161                       | -1                        |
| Србија и Црна Гора (2004—2006) |                           |                           |                           |                           |                           |                           |                           |                           |                           |
| 2004.                          | Друга групна фаза         | 8. место                  | 7                         | 3                         | 1                         | 3                         | 206                       | 199                       | +7                        |
| 2006.                          | Друга групна фаза         | 9. место                  | 6                         | 2                         | 0                         | 4                         | 161                       | 177                       | -16                       |
| Србија (2008—данас)            |                           |                           |                           |                           |                           |                           |                           |                           |                           |
| 2008.                          | Није се пласирала         | Није се пласирала         | Није се пласирала         | Није се пласирала         | Није се пласирала         | Није се пласирала         | Није се пласирала         | Није се пласирала         | Није се пласирала         |
| 2010.                          | Прва групна фаза          | 13. место                 | 3                         | 0                         | 1                         | 2                         | 83                        | 94                        | -11                       |
| 2012.                          | Финале                    | 2. место                  | 8                         | 4                         | 2                         | 2                         | 176                       | 168                       | +8                        |
| 2014.                          | Прва групна фаза          | 13. место                 | 3                         | 1                         | 0                         | 2                         | 73                        | 77                        | -4                        |
| 2016.                          | Прва групна фаза          | 15. место                 | 3                         | 0                         | 1                         | 2                         | 81                        | 92                        | -11                       |
| 2018.                          | Друга групна фаза         | 12. место                 | 6                         | 1                         | 0                         | 5                         | 160                       | 181                       | -21                       |
| / 2020.                        | Прва групна фаза          | 20. место                 | 3                         | 0                         | 0                         | 3                         | 72                        | 81                        | -9                        |
| / 2022.                        | Прва групна фаза          | 14. место                 | 3                         | 1                         | 0                         | 2                         | 76                        | 75                        | +1                        |
| 2024.                          | Прва групна фаза          | 19. место                 | 3                         | 0                         | 0                         | 3                         | 83                        | 85                        | -2                        |
| Укупно                         | 13 учешћа                 |                           | 64                        | 23                        | 7                         | 34                        | 1.656                     | 1.697                     | -41                       |

## Тренутни састав
| Бр. | Име                | Позиција    | Дат. рођ.           | Клуб              | Утак./Гол. |
| --- | ------------------ | ----------- | ------------------- | ----------------- | ---------- |
| 1   | Владимир Цупара    | голман      | 19. фебруар 1994.   | Веспрем           |            |
| 2   | Дејан Милосављев   | голман      | 16. март 1996.      | Фиксе Берлин      |            |
| 3   | Андреј Трнавац     | голман      | 13.децембар 1998.   | Војводина         |            |
| 4   | Немања Илић        | лево крило  | 11. мај 1990.       | Феникс Тулуз      |            |
| 5   | Вања Илић          | лево крило  | 25. фебруар 1993.   | Шартр             |            |
| 6   | Младен Шотић       | лево крило  | 5. фебруар 1995.    | Партизан          |            |
| 7   | Мијајло Марсенић   | пивот       | 9. март 1993.       | Фиксе Берлин      |            |
| 8   | Драган Пешмалбек   | пивот       | 5. јануар 1996.     | Веспрем           |            |
| 9   | Иван Мићић         | пивот       | 22. септембар 2000. | Партизан          |            |
| 11  | Лазар Анђелковић   | десно крило | 28. децембар 2001.  | Партизан          |            |
| 12  | Богдан Радивојевић | десно крило | 2. март 1993.       | Еурофарм Пелистер |            |
| 13  | Вукашин Воркапић   | десно крило | 1. октобар 1997.    | Војводина         |            |
| 14  | Миљан Пушица       | бек         | 30. јун 1991.       | Војводина         |            |
| 15  | Урош Којадиновић   | бек         | 23. децембар 1994.  | Феникс Тулуз      |            |
| 16  | Лазар Кукић        | бек         | 12. децембар 1995.  | Пик Сегедин       |            |
| 17  | Петар Ђорђић       | бек         | 17. септембар 1990. | Партизан          |            |
| 18  | Урош Борзаш        | бек         | 28.јул.1999         | Еурофарм Пелистер |            |
| 19  | Милан Јовановић    | бек         | 24.. јануар 1998.   | Војводина         |            |
| 20  | Милош Кос          | бек         | 1. август 2002.     | РК Загреб         |            |
| 21  | Предраг Вејин      | бек         | 1. 1992.            | Нексе             |            |
| 22  | Никола Црноглавац  | бек         | 22. април 1992.     | Партизан          |            |
| 23  | Милош Орбовић      | бек         | 2. новембар 1993.   | Кринс Луцерн      |            |

Селектор: Раул Гонзалес

## Селектори репрезентације од 1995.
- Зоран Живковић: 1995—1997.
- Јовица Елезовић: 1997.
- Зоран Живковић: 1997—2000.
- Веселин Вујовић: 2000.
- Бранислав Покрајац: 2000—2001.
- Зоран Живковић: 2001—2002.
- Зоран Куртеш: 2002—2003.
- Веселин Вујовић: 2003—2006.
- Јовица Елезовић: 2006.
- Јовица Цветковић: 2006—2009.
- Сеад Хасанефендић: 2009—2010.
- Веселин Вуковић: 2010—2013.
- Љубомир Врањеш: 2013.
- Владан Матић: 2013—2014.
- Дејан Перић: 2014—2016.
- Јовица Цветковић: 2016—2018.
- Љубомир Обрадовић: 2018.
- Ненад Перуничић: 2018—2020.
- Тони Ђерона: 2020—2024.
- Борис Ројевић: 2024.
- Раул Гонзалез: 2024—данас